# Ludwig von Freiberg

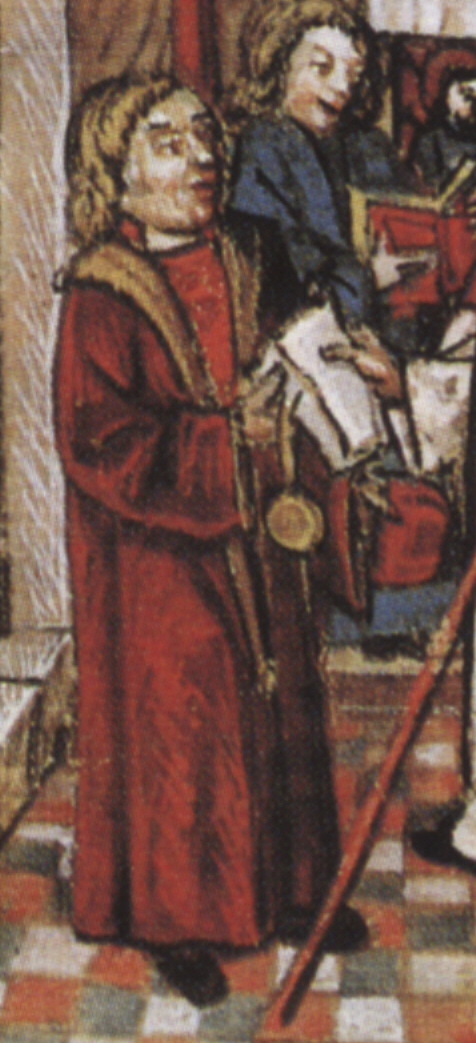
Ludwig von Freiberg, aus Diebold Schillings Schweizer Bilderchronik, 1513

Ludwig von Freiberg (* 1442; † vor 6. November 1480 in Rom) war von 1474 bis 1480 providierter Bischof von Konstanz.

## Herkunft
Ludwig war der Sohn des Edelknechts Michael von Freiberg (aus dem Adelsgeschlecht von Freyberg) und seiner ersten Ehefrau NN Krafft von Gamerschwang (aus Ulmer Patriziat). Er begann seine Studien 1455 in Pavia, wechselte 1457 nach Heidelberg und 1462 nach Basel, wo er den Grad eines Baccalaureus Artium erlangte. Im Anschluss an das mit dem Dr. iur. utr. abgeschlossene Studium war Ludwig von 1468 bis 1469 Rektor der juristischen Fakultät in Pavia.
Er erhielt 1459 die Pfarrei in Ehingen, 1472 weilte er als Gesandter des Tiroler Herzogs Sigismund in Rom, wo ihm Papst Sixtus IV. Domkanonikate in Konstanz und Augsburg verlieh, Ludwig konnte jedoch nach seiner Rückkehr nicht deren Besitz erlangen.

## Konstanzer Bistumsstreit
Am 2. Januar 1474 ernannte ihn Papst Sixtus IV. auf Wunsch von Herzog Sigismund zum Koadjutor mit Nachfolgerecht des erkrankten Konstanzer Bischofs Hermann III. von Breitenlandenberg. Hermann starb am 18. September 1474 und das Konstanzer Domkapitel wählte am 30. September 1474 mehrheitlich entsprechend dem Wiener Konkordat von 1448 Otto von Sonnenberg zum Nachfolger des verstorbenen Bischofs. Damit begann der Konstanzer Bistumsstreit. Papst Sixtus IV. verwies darauf, dass das Konkordat den Fall eines Koadjutors nicht regelt, und bestand auf der Nachfolge von Ludwig von Freiberg.
Während Sigismund, der sich Unterstützung bei der Rückgewinnung des an die Eidgenossen verlorengegangenen Aargaus und Thurgaus erhoffte, Ludwig von Freiberg unterstützte, standen die Eidgenossen auf der Seite Ottos. Das Domkapitel appellierte an den Papst, seine Wahl zu bestätigen. Ein Versuch Ludwigs 1474, mit Gewalt ins Konstanzer Münster einzudringen, stieß auf Widerstand des Domkapitels, auch die Stadt Konstanz unterstützte Ludwig nicht.
Kaiser Friedrich III. verlieh Otto 1475 die Regalien. Als sich Kaiser und Papst 1479 auf einen Kompromiss einigten, wurde dieser von Ludwig abgelehnt, der 1480 nach Rom reiste, um dort seine Ansprüche zu vertreten. Er starb vor dem 6. November 1480 in Rom.